# Honningbier
|  | Denne artikel henviser til alle ægte honningbier; for den "almindelige" tamme honningbi, se honningbi. |
Honningbier er, i modsætning til den brodløse bi, bier der er medlem af slægten Apis, der hovedsagelig er kendetegnet ved produktionen og opbevaringen af honning, samt konstruktionen af kolonistader af voks. Honningbier er de eneste nulevende medlemmer af tribus Apini, alle i slægten Apis. I øjeblikket anerkendes kun syv arter af honningbier, med samlet set 44 underarter, omend der historisk set er blevet anerkendt mellem seks og elleve arter. Honningbier repræsenterer kun en lille brøkdel af de omtrent 20.000 kendte biarter. Nogle andre typer beslægtede bier producerer og opbevarer honning, men kun medlemmer af slægten Apis er ægte honningbier. Studiet af honningbier kendes som melittologi.
Den mest udbredte art af honningbier, den europæiske honningbi, omtales i daglig tale blot som "honningbien".

## Fodnoter
1. ↑  Michael S. Engel (1999). "The taxonomy of recent and fossil honey bees (Hymenoptera: Apidae: Apis)". Journal of Hymenoptera Research. 8: 165-196.

## Yderligere læsning
- Adam, Brother. In Search of the Best Strains of Bees. Hebden Bridge, W. Yorks: Northern Bee Books, 1983.
- Adam, Brother. Bee-keeping at Buckfast Abbey. Geddington, Northants: British Bee Publications, 1975.
- Aldersey-Williams, H. Zoomorphic: New Animal Architecture. London: Laurence King Publishing, 2003.
- Alexander, P. Rough Magic: A Biography of Sylvia Plath. New York: Da Capo Press, 2003.
- Allan, M. Darwin and his flowers. London: Faber & Faber, 1977.
- Alston, F. Skeps, their History, Making and Use. Hebden Bridge, W. Yorks: Northern Bee Books, 1987.
- Barrett, P. The Immigrant Bees 1788 to 1898, 1995.
- Barrett, P. William Cotton.
- Beuys, J. Honey is Flowing in All Directions. Heidelberg: Edition Staeck, 1997.
- Bevan, E. The Honey-bee: Its Natural History, Physiology and Management. London: Baldwin, Cradock & Joy, 1827.
- Bill, L. For the Love of Bees. Newton Abbot, Devon: David & Charles, 1989.
- Bodenheimer, F.S. Insects as Human Food The Hague: Dr. W. Junk, 1951.
- Brothwell, D., Brothwell, P. Food in Antiquity. London: Thames & Hudson, 1969.
- Engel, Michael S. & Grimaldi, David (2005): Evolution of the Insects. Cambridge University Press.
- Kak, Subhash C. (1991): The Honey Bee Dance Language Controversy. The Mankind Quarterly Summer 1991: 357–365. HTML fulltext Arkiveret 28. februar 2008 hos  Wayback Machine
- Lanman, Connor H. The Plight of the Bee: The Ballad of Man and Bee. San Francisco, 2008.
- Lindauer, Martin (1971): Communication among social bees. Harvard University Press.